# Adriaen de Bie

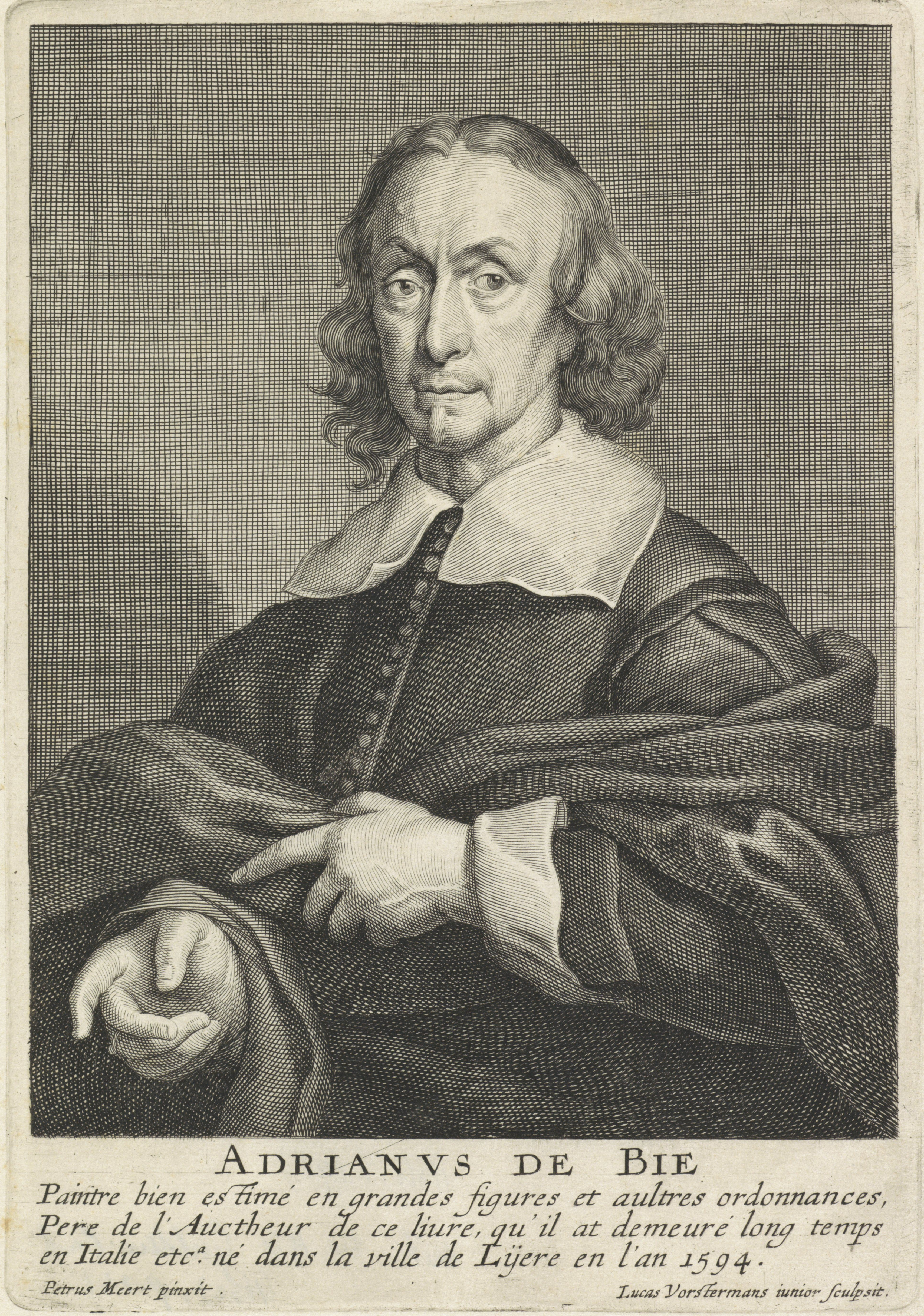
Adriaen de Bie

Adriaen de Bie of Adriaan de Bie (Lier, 1593 - juni 1668) was een Zuid-Nederlands schilder en graficus uit de barokperiode. Hij was de vader van de dichter en biograaf Cornelis de Bie.

## Biografie
Volgens de Nederlandse biograaf Arnold Houbraken  leerde hij de eerste beginselen van de schildertechniek van Wouter Abts, een kunstenaar uit Lier. Op 18-jarige leeftijd ging hij naar Parijs, waar hij twee jaar lang in de leer was bij Rudolf Schoof, hofschilder van Lodewijk XIII.  Daarna reisde hij naar Rome, waar hij zes jaar lang verbleef. Vervolgens reisde hij drie jaar lang door de grote steden van Italië. Hij schilderde er stillevens met kostbare edelstenen, gouden schotels en zilver voor opdrachtgevers bestaande uit onder meer kardinalen.
In 1623 keerde hij terug naar Brabant, waar hij portretten schilderde en decoraties voor de Sint-Gummaruskerk in Lier, boven het altaar van St. Eligius, de beschermheilige van goudsmeden.